# 糠南站

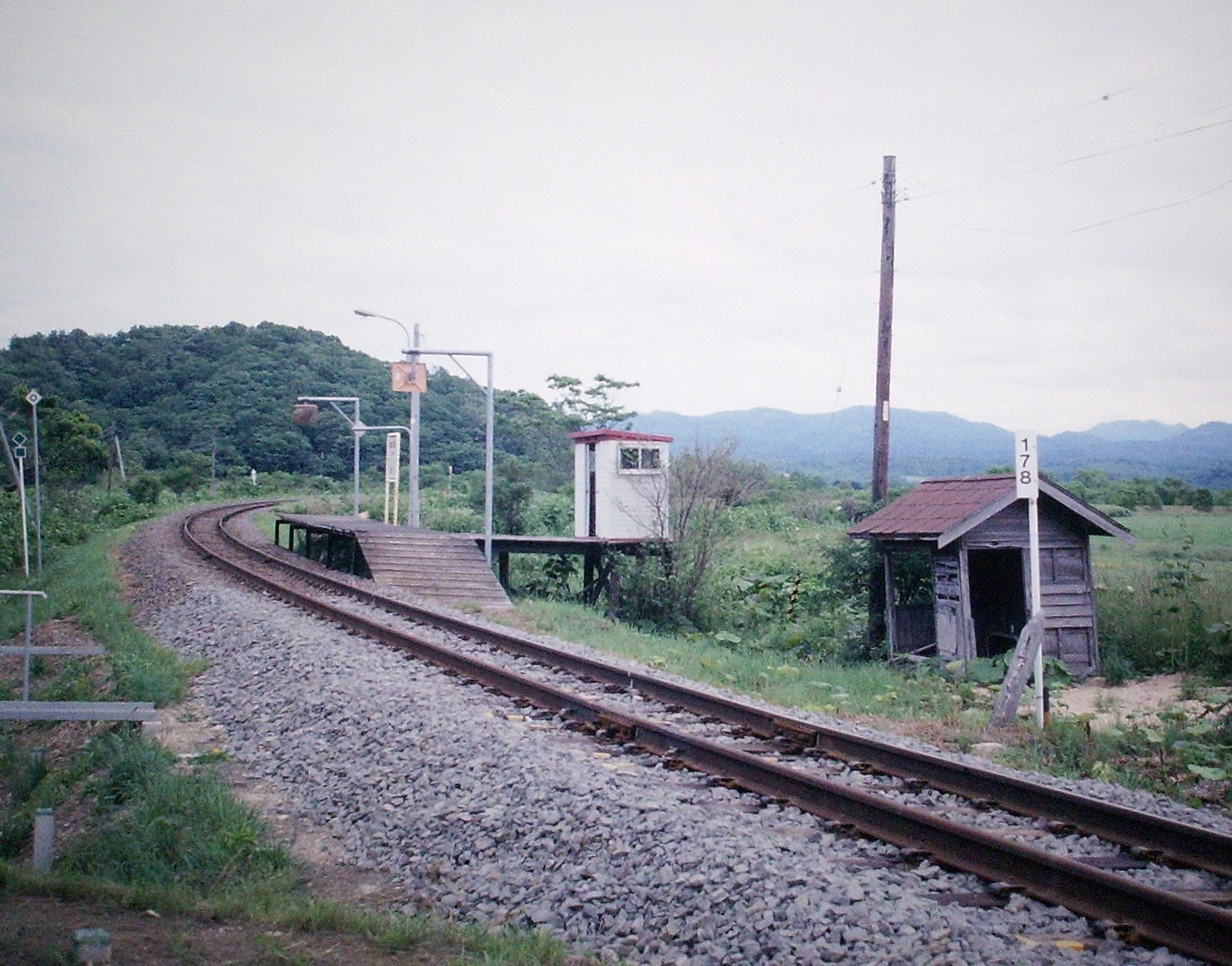
1998年的糠南車站

糠南站（日语：／ Nukanan eki */?）是屬於北海道旅客鐵道（JR北海道）宗谷本線的無人站，位於北海道天鹽郡幌延町大字問寒別小字川口。車站編碼為W67。電報略號為ヌナ。
2025年隨時間表改正、南幌延站廢站後，使本站與幌延站的站距達21.4公里，成為宗谷本線上第二站距最長的路段。
車站四周皆為未開發土地，最近的民居（亦是唯一的民居）座落在車站南方約400米處，方圓1公里內亦只有少量的貨倉及農地，使用量相當低。堑2025年的時間表下，現時只維持全日上、下行各3班普通列車經過。

## 車站構造
採用簡易車站模式，沒有站房，只有以木所搭成的短式月台，並由月台延伸至一個小型的候車室，僅止而此。候車室屬第二代。是因為原候車室於1987年因颱風而倒塌、後來由居民重新興建的。月台的總長度只有約15米，連一輛普通的單輛列車也容納不到，列車靠站時，只能夠靠前方上落，一般一人控制時採用後方乘車的方式在此並不適用。
由於位置偏僻，屬於秘境車站，與鄰近的問寒別站約有2.2公里距離。當兩個車站之間道路修整完成後，到訪本車站將會比現在容易。

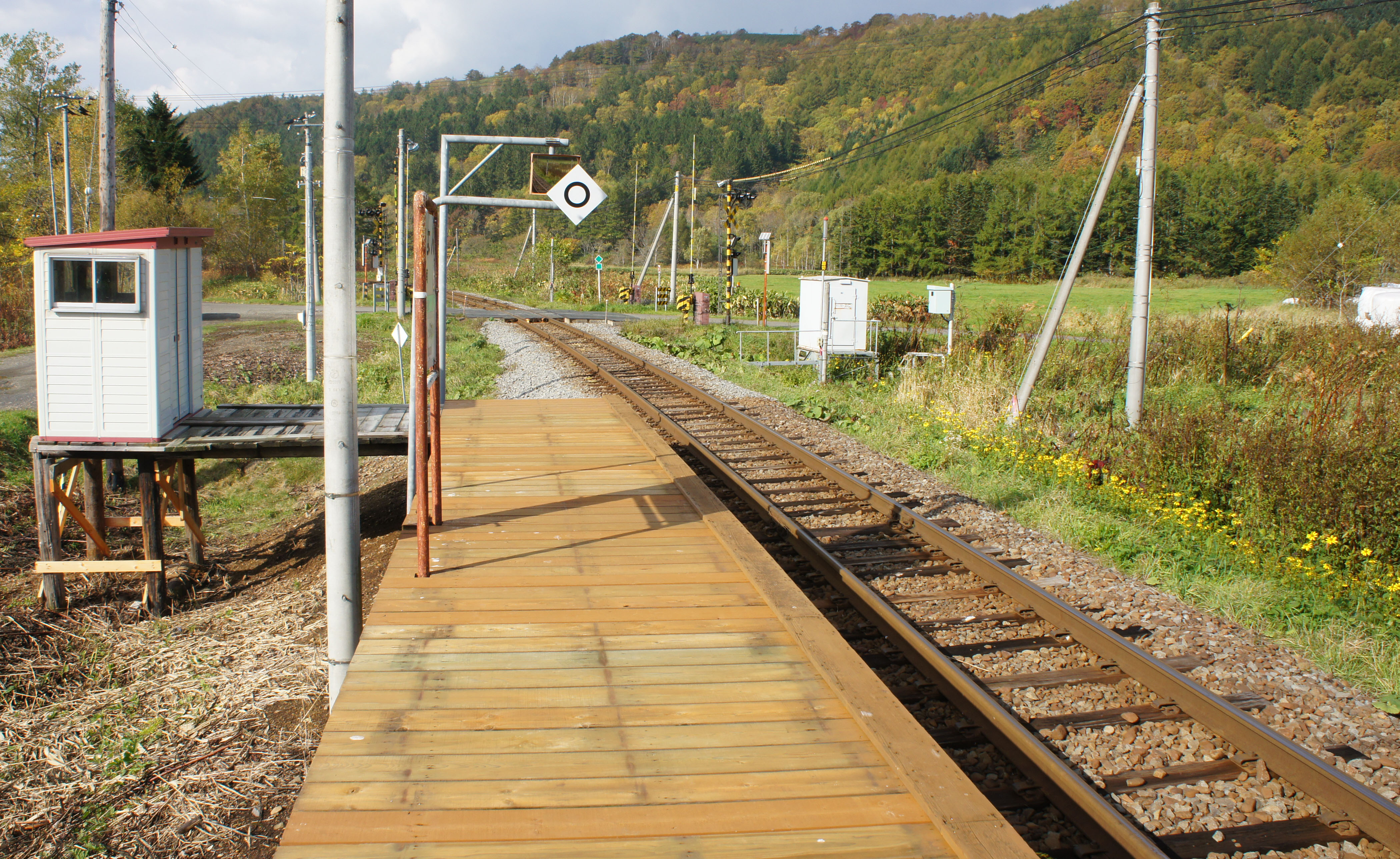
月台（2017年10月）

## 車站周邊
- 北海道大學演習林
- 天鹽川
- 問寒別川 - 周圍有不少河跡湖。

## 歷史
- 1955年12月2日：日本國有鐵道之糠南臨時停靠站啟用，客運站。
- 1987年4月1日：正式民營化並進行分割，糠南臨時停靠站劃歸由JR北海道繼承，並立即升至糠南站。
- 1990年3月10日：設定營業距離。
- 2006年3月18日：增加1班下行列車在黃昏時間停靠本站，現每日上下午各有5班列車停在這站。

## 相鄰車站
北海道旅客鐵道（JR北海道）
■宗谷本線
問寒別（W66）－糠南（W67）－（雄信內信號場）－幌延（W72）

## 外部連結
- （日語）JR北海道 – 糠南站 （页面存档备份，存于）
- （日語）全驛參觀之旅 （页面存档备份，存于）